# John Bratton

General John Bratton

John Bratton (* 7. März 1831 in Winnsboro, Fairfield County, South Carolina; † 12. Januar 1898 ebenda) war ein Brigadegeneral der Konföderierten im Sezessionskrieg.

## Leben
Bratton besuchte die Academy of Mount Zion Institute in Winnsboro, graduierte 1850 am South Carolina College, der heutigen University of South Carolina in Columbia, sowie 1853 am South Carolina Medical College in Charleston und war als Mediziner sowie als Farmer von 1853 bis 1861 in Winnsboro tätig. Bei Ausbruch des Bürgerkriegs ging er als Freiwilliger zur Armee der Konföderierten und diente dort während der gesamten Kriegszeit, zum Schluss im Rang eines Brigadegenerals.
Nach Kriegsende ging er in die Politik. 1865 nahm er am Verfassungskonvent von South Carolina teil, im folgenden Jahr gehörte er dem Staatssenat an. Im Jahr 1876 führte er die Delegation seines Staates bei der Democratic National Convention in St. Louis an; vier Jahre später nahm er erneut am Parteitag der Demokraten teil. Nach dem Tod des Kongressabgeordneten John H. Evins nahm Bratton vom 8. Dezember 1884 bis zum 3. März 1885 dessen Platz im US-Repräsentantenhaus ein.
Danach zog er sich aus der Politik zurück und beschäftigte sich bis zu seinem Tod am 12. Januar 1898 mit seiner Plantage bei Winnsboro.